# Доходный дом Н. Г. Тарховой
Доходный дом Н. Г. Тарховой — памятник архитектуры, расположенный в городе Москве.

## История
Здание возведено в 1903—1904 годах в стиле модерн по проекту архитектора Георгия Ивановича Макаева. Оно имеет неофициальные названия:
- «Дом с маками» — на фасадах дома красуется рельеф с маками, в верхней части здания некогда располагались керамические вставки с изображением красных маков на голубом фоне.
- «Дом с кошками» — украшением верхней части эркера служит барельеф, чем-то напоминающий кошачьи головы, тело и лапы кошек опускаются на самый край эркера.
- «Дом с кактусами» —  элементом декора одной из стен архитектурного сооружения является барельеф в виде пяти цветов, напоминающих кактусы или, вполне возможно, ромашки.
- «Дом-улитка» —  до ремонта, произведённого в 1970-х годах, у этого дома были «рога» — небольшие башенки, венчавшие эркер. К сожалению, фотографии этого дома с »рогами» в интернете отсутствуют. Но их можно видеть на чертеже этого дома от 1903 года, подписанном архитектором Макаевым.

В 1905 году дом, первоначально принадлежавший самому архитектору, перешёл к жене губернского секретаря Н. Г. Тарховой, которая была владелицей участка с XIX века. В 1910 году здание было продано потомственной дворянке Софье Владимировне Белоголововой (при этом сам Макаев продолжал жить в построенном им доме).
В СССР квартиры были превращены в коммунальные, существовавшие вплоть до 1990-х годов. Среди известных жильцов дома — художник, сооснователь арт-группы «Мухомор» Константин Викторович Звездочётов. Некоторое время в подвале дома размещался самодеятельный музей «Дети-родителям», посвящённый репрессированным учёным, в конце 2000-х годов экспонаты были уничтожены представителями неизвестной фирмы .
Доходный дом Н. Г. Тарховой является одним из региональных памятников архитектуры.

## Архитектура
По словам Марии Нащокиной, здание на углу с Казарменным переулком является уникальной постройкой для московского модерна. Его декорируют эркеры, балконы, аттики, окна, различные по форме и рисунку переплётов. Угол дома оформлен полукруглым эркером с небольшими узкими окнами, стены которого украшены скульптурными изображениями причудливых стеблей цветов . Фасад неоднократно ремонтировался, при этом в него вносились изменения в сторону упрощения декора: были ликвидированы башни и арки над крышей, часть утраченных изразцов на фасаде заменена чужеродными лепными львиными мордами, изначальный монохромный серый цвет фасада заменён на салатовый с белым (затем на жёлтый с белым), исчезли витражные окна и окна из рельефного стекла . В ходе одного из ремонтов на одном из аттиков было закрашено керамическое панно, изображающее качающиеся маки . Фасады здания находятся в аварийном состоянии.

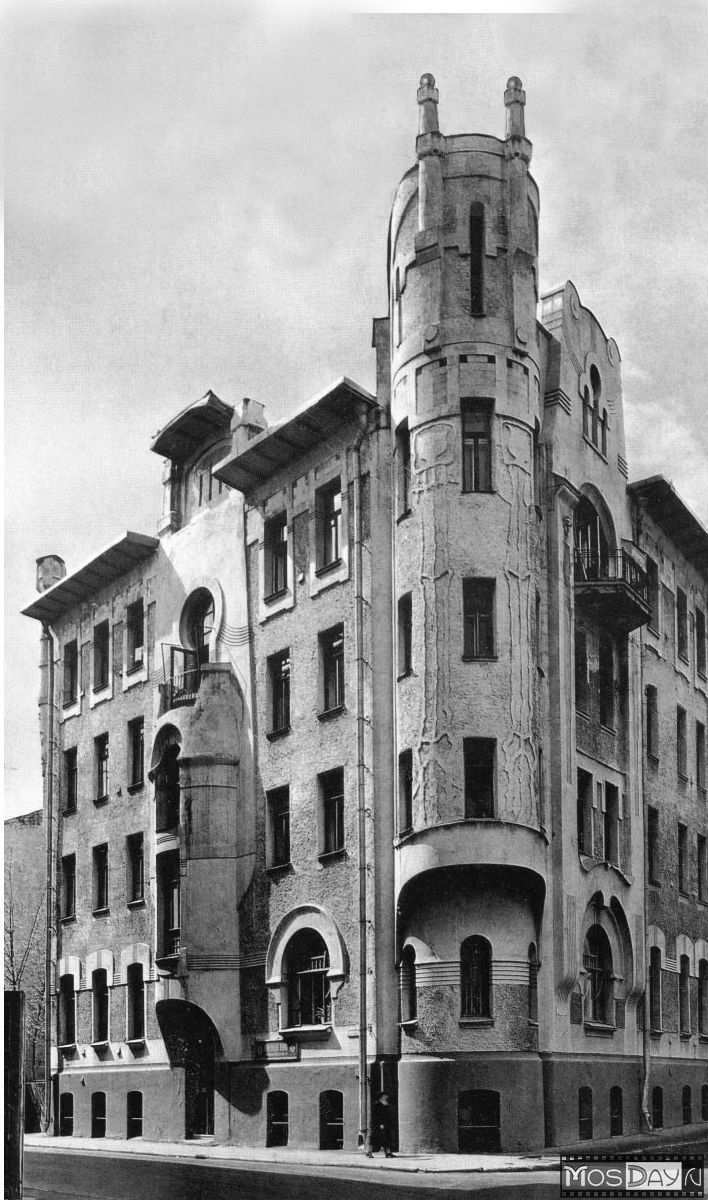

Примерно так этот дом выглядел до ремонта 1970-х годов (реконструкция бывшего жителя этого дома       А.Е. Картавых):